# الأدب الباسكي

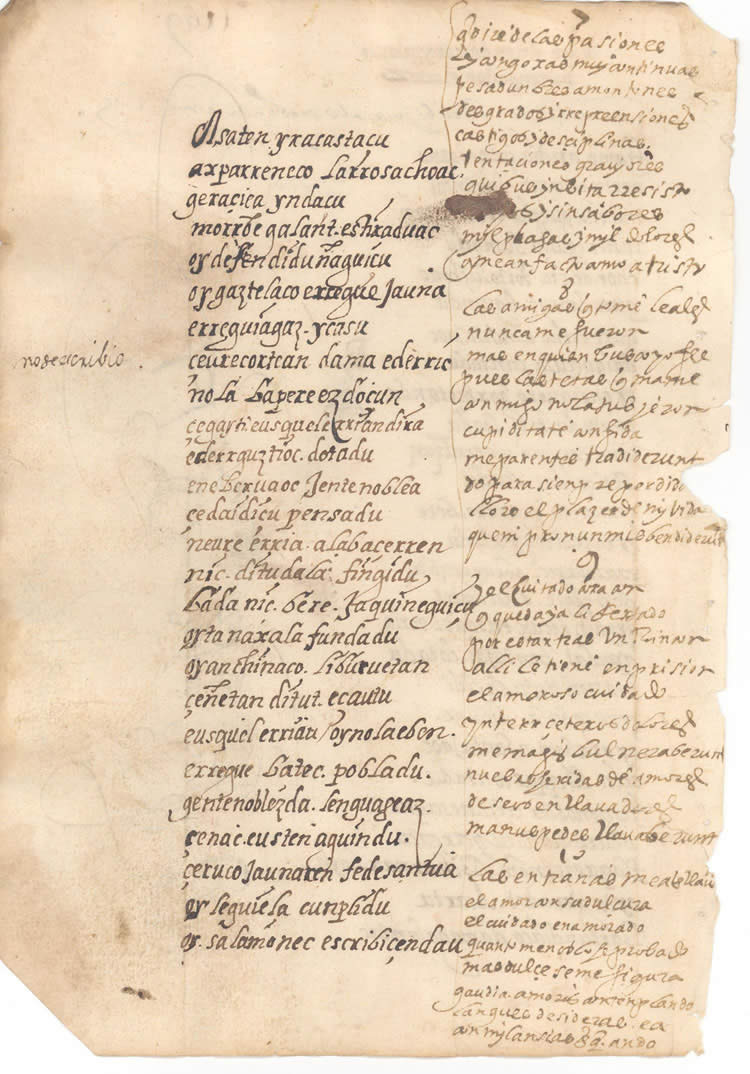

على الرغم من أن الحالات الأولى من العبارات والجمل الباسكية المنسجمة تعود إلى ما يقارب وقت تلويحات القديس ميلان بنحو عام 950، فإن الضرر واسع النطاق الذي تسببت فيه فترات عدم الاستقرار والحروب الكبيرة، مثل حروب القبائل في العصور الوسطى، والحروب الكارلية والحرب الأهلية الإسبانية، أدت إلى ندرة المواد المكتوبة التي سبقت القرن السادس عشر.
تعود أقدم الآثار الباقية للنشاط الأدبي في الباسك إلى القرن السادس عشر، ولكن يبدو أن الإنتاج الكبير لم يبدأ حتى القرن السابع عشر. منذ نهاية الفترة الإسبانية الفرانكوية في إسبانيا، أدى تكوين لغة قياسية، وإدخال اللغة الباسكية على نطاق واسع في نظام التعليم إلى زيادة النشاط الأدبي. في حين أن الكثير من الأدبيات المكتوبة باللغة الباسكية لا تزال تستهدف الجمهور الأصلي، تُرجمت بعض أعمال مؤلفي الباسك إلى لغات أخرى، مثل برناردو اتشاغا، وحققت اعترافًا عالميًا.

## القرن السادس عشر
نجت بعض الأغاني من القرن السادس عشر، مثل أغنية معركة بيوتيبار التي تتناول المعركة التي شُنت عام 1321 ومجموعة من الأشعار المعروفة باسم حريق موندراغون من وقت حروب قبيلة الباسك.
من أوائل أعمال النثر المكتوبة باللغة الباسكية هي رسالة أُلفت في عام 1537 من قبل الباسكي خوان دي زوماراغا من دورانجو، أول أسقف من المكسيك.
بعد بضع سنوات فقط في عام 1545، نشر أول كتاب طُبع - مجموعة من القصائد التي صممها برنارد إيتشبير، كاهن من لوار نافار في إقليم الباسك الشمالي، بعنوان بدايات لغة الباسك. في هذا الكتاب، يعبر إيتشبير عن آماله في أن يساعد أول كتاب يُنشر في اللغة الباسكية في تنشيط اللغة والثقافة. تأثرت جهوده من قبل حركات أوسع في أوروبا في الوقت الذي تشجع فيه نشرالإنتاج الأدبي في اللغات المحلية بدلًا من اللاتينية.
اكتُشف المنشور التالي مؤخرًا وهو مسرحية رعوية بواسطة جوان بيريز دي لازاراغا (1548-1605) باسم سيلبيرو، سيلبيا، دوريستيو وسيرينا أُنتجت بين 1564 و 1567 في لارا، ألافا، ما يجعلها من أقدم المسرحيات الباسكية الناجية. مع 102 صفحة (بعضها تالف) تُعد أيضًا أطول نص مبكر.
شهد عام 1571 نشر جوانس ليزاراغا لترجمة العهد الجديد إلى نموذج موحد له لهجة لابوردية، التي روجتها جين دو ألبرت، ملكة نافارا. كما كتب عددًا صغيرًا من الأعمال الدينية الأخرى. كان من المقرر اتباع كتب مشابهة أخرى تهدف إلى تحويل الباسك إلى البروتستانتية.
شهدت السنوات الأخيرة من القرن السادس عشر منشور آخر، وهذه المرة من الجنوب، من مجموعة من الأمثال المكتوبة باللهجة في البيسكاية بعنوان أقول وجمل كتبها كاتب مجهول. ومع ذلك، هذه المرة، ترسخ مركز إنتاج الأدب الباسكي في الشمال من جبال البرانس، في نافار السفلى والمقاطعات الفرنسية من لابورد وسول، حيث بقيت هناك لعدة قرون.
على الرغم من أن الاختلافات في اللهجات واضحة في هذه النصوص المبكرة، إلا أنه من الواضح أيضًا أن الاختلافات في القرن السادس عشر كانت أصغر بكثير ما هي عليه اليوم.